# Un crocodile sur un banc de sable
Un crocodile sur un banc de sable (Crocodile on the Sandbank) est un roman policier historique d'Elizabeth Peters paru en 1975. C'est le premier titre de la série Amelia Peabody.

## Résumé
Amelia Peabody, jeune fille de l'époque victorienne, s'embarque en 1884 pour l'Égypte. Au Caire, elle fait la connaissance d'un irascible égyptologue, Radcliffe Emerson, et de son jeune frère, Walter.
Ensuite, Amelia descend le Nil en dahabieh en compagnie d'Evelyn, une jeune femme rencontrée à Rome. Les deux jeunes femmes arrivent sur le lieu de fouilles des Emerson à Tell el-Amarna où de tragiques évènements les immobilisent. Ni les colères de Radcliffe Emerson, ni les apparitions d'une momie maudite ne font peur à l'indomptable jeune anglaise. Armée de son ombrelle, Amelia combat aux côtés de Radcliffe dont elle finit par gagner le cœur, tandis que Walter Emerson offre le sien à la jeune Evelyn qui porte de lourds secrets.